# Эрвальд
Эрвальд (нем. Ehrwald) — коммуна в Австрии, в федеральной земле Тироль. Близ городка (район Obermoos) находится канатная дорога Тирольский Цугшпитцбан, ведущая на вершину горы Цугшпитце.
Входит в состав округа Ройтте. Площадь общины составляет 49,44 км², население — 2593 человека (1 января 2021), плотность населения — 53 чел./км². Официальный код — 70807.

## Население
| Год  | Численность |
| ---- | ----------- |
| 1869 | 1219        |
| 1889 | 1170        |
| 1890 | 1181        |
| 1900 | 1126        |
| 1910 | 1195        |
| 1923 | 1192        |
| 1934 | 1493        |
| 1939 | 1682        |
| 1951 | 1861        |
| 1961 | 1853        |
| 1971 | 2224        |
| 1981 | 2222        |
| 1991 | 2303        |
| 2001 | 2554        |
| 2011 | 2568        |
| 2021 | 2593        |

## Политическая ситуация
Бургомистр коммуны — Томас Шнитцер по результатам выборов 2004 года.